# Tanggulangin (Jatisrono)
Tanggulangin is een bestuurslaag in het regentschap Wonogiri van de provincie Midden-Java, Indonesië. Tanggulangin telt 2519 inwoners (volkstelling 2010).